# Forcipomyia litoraurea
Forcipomyia litoraurea är en tvåvingeart som först beskrevs av Ingram och John William Scott Macfie 1924.  Forcipomyia litoraurea ingår i släktet Forcipomyia och familjen svidknott. Inga underarter finns listade i Catalogue of Life.